# 134160 Pluis
134160 Pluis este un asteroid din centura principală de asteroizi.

## Descriere
134160 Pluis este un asteroid din centura principală de asteroizi. A fost descoperit pe 16 ianuarie 2005 la Uccle de Peter De Cat. Asteroidul prezintă o orbită caracterizată de o semiaxă mare de 2,98 ua, o excentricitate de 0,13 și o înclinație de 13,3° în raport cu ecliptica.